# Rejanellus granulatus
Rejanellus granulatus is een spinnensoort in de taxonomische indeling van de krabspinnen (Thomisidae).
Het dier behoort tot het geslacht Rejanellus. De wetenschappelijke naam van de soort werd voor het eerst geldig gepubliceerd in 1940 door Elizabeth Bangs Bryant.